# Абу-ль-Миск Кафур
Абу-ль-Миск Кафур (араб. أبو المسك كافور‎; ум. апрель 968) — султан Египта в 966—968 годах. По происхождению — чернокожий раб-евнух. После смерти первого ихшида Египта из династии Ихшидидов Мухаммеда ибн Тугджа аль-Ихшида в 946 году, будучи визирем государства, фактически единолично управлял султанатом.

## Биография
Происхождение Кафура доподлинно неизвестно за исключением того, что он был чернокожим рабом-евнухом. Поэт аль-Мутанабби назвал его «аль-Лаби», исходя из чего польский востоковед Анджей Эренкройц предполагает, что он мог быть родом из местечка Лаб в Нубии. Кафура купил основатель династии и султаната Ихшидидов Мухаммед ибн Тугдж аль-Ихшид. Рабу удалось настолько очаровать своего нового хозяина, что последний спонсировал его продвижение вверх по карьерной лестнице. В годы правления Мухаммеда Кафур участвовал в экспедиции султана в Сирию и в дипломатическом представительстве, которое аль-Ихшид направил в Багдад. Мухаммед назначил раба главным среди воспитателей своих сыновей, которых Кафур, после смерти своего господина, формально возвёл на престол. В 945 году, после смерти Мухаммеда его титул унаследовал старший из сыновей Абу-ль-Касим Унуджур, а после его смерти трон перешёл к младшему из сыновей Абу-ль-Хасану Али. Однако фактически государством управлял именно Кафур.
Когда в январе 966 года скончался Абу-ль-Хасан Али, Кафур решил перестать править из тени и взять власть в свои руки, оправдывая свои действия тем, что его наследник по крови, Ахмад, был ещё несовершеннолетним. Последнему на момент смерти отца исполнилось лишь 11 лет. Кафур во всеуслышание объявил себя единственным полноправным хозяином Египта. Вплоть до его смерти в 968 году имамы на ежедневной хутбе произносили именно имя «Кафур», а не имена правителей из Ихшидидов. Официально султан носил титул «аль-Устад» (араб. الأستاذ‎, «Мастер»).
По мнению Эренкройца, главной заслугой Кафура в истории страны является то, что он смог в течение 22 лет защищать Египет от внешнего вмешательства со стороны опасных противников: Фатимидов, карматов, Хамданидов и нубийцев. Хотя в стране постоянно возникали внутренние проблемы, например, восстание Гальбуна в 947—948 годах и неудачный переворот против Унуджура в 954, а также постоянная деятельность фатимидских проповедников, стихийные бедствия, голод и следующие за ними неоднократные гражданские волнения, Кафуру удалось удержать власть. В 947 году, благодаря его военным и дипломатическим навыкам, Египту удалось подписать выгодное соглашение с Хамданидами о владении Дамаском. По словам аль-Макризи, этот «чёрный камень», как называли его фатимидские исмаилитские агенты, стоял между ними и властью династии над Египтом. При этом, хотя в стране были значительные финансовые затруднения, Кафур не прибегал к фискальной экономической политике, а его монеты были хоть и разного веса, но стабильно одинаковой чистоты. Благодаря Кафуру в Египте работали многие компетентные администраторы своего времени, среди которых был, в том числе, и Якуб ибн Киллис, ставший первым визирем при Фатимидах. Кроме этого Кафур стал известен и как покровитель учёных, писателей, поэтов, среди которых был в том числе и великий аль-Мутанабби, который посвятил своему покровителю сатирические и панегрические стихи. Кафуру приписывают строительство ряда роскошных дворцов, двух мечетей (в эль-Гизе и на холмах Мокаттам), больницы и садов, названных в честь него. Однако археологическим образом это никак не подтверждено.